# Alberico Evani
Alberico Evani (ur. 1 stycznia 1963 we Massa), czasem błędnie nazywany Alberigo Evani, włoski piłkarz, pomocnik. Srebrny medalista MŚ 1994. Długoletni zawodnik Milanu.
Wychowywał się młodzieżowych zespołach Milanu. W pierwszym składzie debiutował w 1981. Trzykrotnie zostawał mistrzem Włoch (1988, 1992, 1993), zdobywał Puchar Europy (1989, 1990). Z mediolańskim zespołem rozstał się w 1993 – odszedł do Sampdorii. W Serie A rozegrał 353 spotkania i strzelił 16 goli. W 1997 krótko był graczem Reggiany. Karierę kończył w Carrarese Calcio.
W reprezentacji Włoch zagrał 15 razy. Debiutował 21 grudnia 1991 w meczu z Cyprem, ostatni raz zagrał w 1994. Podczas MŚ 94 zagrał w 2 meczach.